# 溶細胞素
溶細胞素（Cytolysin），亦作溶胞素，是一類由微生物、植物或動物分泌的對特定細胞有毒性的物質。這類物質通常是通過讓靶細胞因裂解而溶解而起效的。通常，溶細胞素會因對某一類細胞具有特異性而獲得相應的名稱。舉個例子來說，一類能夠導致紅細胞裂解並釋放出的其胞內血紅蛋白的溶細胞素就被命名爲溶血素（Hemolysin）。溶細胞素在免疫中扮演着重要角色，一部分毒液中也含有溶細胞素。
部分細菌（比如李斯特菌）可以分泌溶細胞素。這些細菌分泌的溶細胞素可以破壞巨噬細胞的吞噬體膜，並逃逸到上述細胞的細胞質中。

## 歷史
術語「溶細胞素」（Cytolysin）或「溶細胞毒素」（Cytolytic toxin）最初由阿蘭·伯恩海默引入，目的是對有溶解細胞能力的膜破壞性毒素（MDT）進行描述。第一種被發現的溶細胞素能夠作用於某些敏感物種（如人類）的紅細胞，從而使得他/它們發生溶血反應。因此，「溶血素」（Hemolysin）曾一度被用來描述所有的膜破壞性毒素。但在1960年代，人們又發現有些膜破壞性毒素會攻擊紅細胞以外的細胞（比如白細胞）。因此，阿蘭·伯恩海默便引入了「溶細胞素」（Cytolysin）這一術語來代替原先的「溶血素」。溶細胞素可以在不使細胞裂解的前提下破壞細胞膜，因此，膜破壞毒素（membrane damaging toxins，縮寫MDT）這一名詞可以描述出溶細胞素的核心行爲。多於三分之一的細菌蛋白類毒素都是溶細胞素。細菌的蛋白類毒素對人體有很高的毒性。舉個例子來說，肉毒桿菌毒素對人的毒性比蛇毒強3x105倍，對人的中毒劑量僅爲0.8x10−8 mg。對於許多革蘭氏陰性菌和革蘭氏陽性菌來說，溶細胞素都是它們製造疾病的主要武器。氣莢膜梭菌和金黃色葡萄球菌就是如此。
目前，人類已對溶細胞素做了大量研究。自1970年代以來，已有多於40種的溶細胞素被發現並歸類。從基因水平上說，大約70種溶細胞素的遺傳學結構已被闡明。溶細胞素破壞細胞膜的過程同樣已被研究過。約翰·羅斯（Rossjohn）等人已提出了一種巰基活化的溶細胞素「perfringolysin O」的晶體結構。該溶細胞素可以在真核細胞的膜上造出孔洞。一個詳盡的揭示了膜插入機制的跨膜孔洞形成的模型已被構建出來。Shatursky等人在對一種由可致病的氣莢膜梭菌分泌的、叫做Perfringolysin O （PFO）的可生成離子孔道的膽固醇依賴型穿孔素的膜插入機制進行研究後發現，PFO不是每條多肽鏈具有一個兩親性的β型髮卡結構，而是每個單體都有兩個可以貫穿整個膜的β型的髮卡結構。專注於對樹脂毒素（英語：Resiniferatoxin，一類許多革蘭氏陰性菌都會分泌的膜破壞性毒素）穿膜模型研究的拉里等人，闡明了蛋白質從樹脂毒素到靶細胞脂質膜的插入和轉運過程。

### 分類
溶細胞素可以根據其破壞機制分爲三類：
- 通過溶解真核細胞雙層膜上的磷脂達到攻擊真核細胞目的的溶細胞素。這種溶細胞素的較典型例子包括C.氣莢膜梭菌 α毒素（C. perfringens α-toxin，即磷脂酶C）、S.金黃色葡萄球菌 β-毒素（S. aureus β-toxin，即鞘磷脂酶C）和美人魚弧菌毒素（Vibrio damsela，即磷脂酶D）。Farlane等人在1941年闡明了C.氣莢膜梭菌 α毒素的分子機理。這是對細菌蛋白類毒素的研究史上的一大創舉。

- 像表面活性劑那樣攻擊膜的疏水區域的溶細胞素。此類溶細胞素的典例有Straphylococcus葡萄球菌分泌的由26個氨基酸構成的δ-毒素、S. 溶血素（S. haemolyticus）、S.路鄧毒素（S. lugdunensis），以及由Pseudomonas分泌的溶細胞素。
- 在靶細胞膜上造出孔洞的溶細胞素。這類溶細胞素亦被稱爲「成孔毒素（英语：Pore-forming toxin）」（pore-forming toxin，縮寫PTF）。大部分溶細胞素都是成孔毒素。典型的成孔毒素有氣莢膜梭菌分泌的perfringiolysin O、大腸桿菌分泌的溶血素、李斯特菌分泌的李斯特菌毒素。成孔毒素的作用範圍很廣，從一般的細胞膜，到一些比較特殊的組織，比如膽固醇和巨噬細胞的膜[6]。

## 孔洞生成溶細胞素
孔洞生成溶細胞素（Pore forming cytolysins，縮寫PFC）佔到了膜破壞性溶細胞素的65%。第一種被發現的孔洞生成溶細胞素是能夠插入紅細胞膜的C5-C9複合物。該溶細胞素是在1972年由曼弗雷德·邁耶發現的。孔洞生成溶細胞素的來源很廣——細菌、真菌，乃至植物。通常情況下，孔洞生成溶細胞素是通過在靶細胞的膜上造出孔洞起效的。值得注意的是，孔洞可能有許多種結構。比如說，孔蛋白狀的結構能允許特定大小的分子通過。電場在孔洞兩端分佈不均，從而使得某些分子能夠通過孔洞。葡萄球菌α溶血素（staphylococcal α-hemolysin）就是通過上述機理起效的。細胞融合也可以造出孔洞——在鈣離子（Ca2+）的控制下，囊泡的融合會通過脂蛋白形成充水孔。

### 生成孔洞的過程
一種更加複雜的孔洞生成過程涉及幾個孔洞生成溶細胞素單體聚合的過程。孔洞的生成包含3個基本步驟。首先，溶細胞素會被特定的細胞分泌出來。有時候分泌溶細胞素的細胞需要在自己的細胞膜上打出一個孔以釋放這些溶細胞素（大腸桿菌分泌大腸桿菌素時就是這樣）。在這一步中，溶細胞素以水溶性的狀態以蛋白單體的形式被釋放出細胞。值得注意的是，溶細胞素往往對分泌它的細胞也具有毒性。比如說，大腸桿菌素會通過幾種酶破壞細胞的核酸。爲了抑制溶細胞素對自己的毒性，分泌它的細胞會分泌具有免疫性的蛋白質，並在溶細胞素在它們胞內造成破壞前將這些具有免疫性的蛋白連接到溶細胞素上。
緊接着，溶細胞素會通過與靶細胞的細胞表面受體結合而與黏附至其細胞膜上。大部分細胞表面受體都是糖蛋白，但也有少數受體是糖類或脂質。在受體的幫助下，溶細胞素的單體互相結合並形成低聚體簇。在此階段，溶細胞素會完成從水溶性單體階段到低聚體階段的轉變。
最終，生成的溶細胞素簇會穿透膜並形成穿膜孔洞。孔洞的大小從1-2納米（比如S.金黃色葡糖球菌（S. aureus）的α毒素、大腸桿菌的α溶血素、嗜水气单胞菌（Aeromonas）的气单胞菌溶素（aerolysin）造出的孔洞）到25-30納米（比如鏈球菌溶血素造出的孔洞）不等。
根據孔洞產生的方式，孔洞生成溶細胞素可以分爲兩類。使用螺旋造出孔洞的被稱爲α型孔洞生成毒素（英語：α-Pore forming toxins，縮寫α-PFT）。而那些使用β桶形結構生成孔洞的則被命名爲β型孔洞生成毒素。以下的表格中列出了一些常見的α型孔洞生成毒素和β型孔洞生成毒素。
| α型孔洞生成毒素 | β型孔洞生成毒素 |
| --- | --- |
| Colicin Ia，銅綠假單胞菌外毒素A（Pseudomonas aeruginosa extotoxin A）、等指海葵馬痘毒素II（Actinia equina equinatoxin II） | 气单胞菌溶素、Clostrim梭菌α毒素（Clostrim septicum α-toxin）、金黃色葡萄球菌α溶血素、假單胞綠膿桿菌毒素、炭疽保護性抗原、膽固醇依賴型溶細胞素 |

### 效果
靶細胞在遭到孔洞生成溶細胞素的攻擊後，會因物質進出失控而受到致命的傷害。孔洞允許鈉離子（Na+）一類的物質穿過細胞膜，造成超出靶細胞離子平衡能力的離子分佈不均。靶細胞會因此而吸水膨脹直至破裂。靶細胞解體後，分泌溶細胞素的細菌便會攝取其胞內的營養物質，比如鐵和細胞因子；一些能夠分解靶細胞核心結構的酶也能夠由此不受阻攔地進入靶細胞。

## 膽固醇依賴型溶細胞素
膽固醇依賴型溶細胞（Cholesterol-dependent cytolysin，縮寫CDC）是一類特殊的溶細胞素。不少革蘭氏陽性菌都可以分泌膽固醇依賴性溶細胞素。這種細胞素只能夠在有膽固醇存在的細胞膜上造出孔洞。因爲膽固醇依賴型溶細胞素特殊的寡聚過程，它們造出的孔洞比較大（25-30納米）。值得注意的是，膽固醇在這種溶細胞素與靶細胞的黏合階段並不是必須的。膽固醇依賴型溶細胞形成孔洞的過程比上一節所述的步驟還要多一步：寡聚化的水溶性單體會形成一種叫做「前孔复合体」（"pre-pore" complex）的中間體和一個穿過膜的β桶形結構。